# ユリア・フィッシャー
ユリア・フィッシャー（Julia Fischer、1983年6月15日 - ）はドイツのヴァイオリニスト、ピアニスト。

## 来歴
スロバキア出身のピアニストの母と旧東ドイツ出身の数学者の父のもと、ミュンヘンで生まれる。4歳からヴァイオリン、ピアノを始め、アウクスブルクのレオポルト・モーツァルト音楽院でリディア・ドゥブロフスカヤに、ミュンヘン音楽大学でアナ・チュマチェンコにヴァイオリンを学ぶ。
1995年のユーディ・メニューイン国際コンクール、1996年の第8回ユーロヴィジョン若手演奏家コンクールなど参加した8つの国際音楽コンクールのすべてで優勝（うち3つはピアノでの受賞）。
2006年7月には23歳の若さでフランクフルト音楽・舞台芸術大学の教授に就任した（ドイツ史上最年少記録）。
2004年にオランダのPentaTone（ペンタ・トーン）レーベルから「ロシア・ヴァイオリン協奏曲集」をリリースしてCDデビュー。2008年11月にはユニバーサル・ミュージック傘下のDecca（デッカ）レーベルへの移籍が発表されたが、以後もDeccaのみならずPentaToneからもCDのリリースは続いている。
2002年9月に初来日し、佐渡裕指揮京都市交響楽団とチャイコフスキーのヴァイオリン協奏曲を共演した。以後、2003年4月（ロリン・マゼール指揮バイエルン放送交響楽団の日本ツアーにソリストとして同行）と2004年4月（現田茂夫指揮大阪センチュリー交響楽団との共演およびリサイタルの開催）に来日している。2009年6月にも来日予定であった（準メルクル指揮NHK交響楽団との共演およびリサイタル開催）が、自身の妊娠により来日が中止された。
ピアニストとしても活動しており、2008年1月1日にはフランクフルトのアルテオーパーにて、一晩の演奏会でサン＝サーンスのヴァイオリン協奏曲第3番とグリーグのピアノ協奏曲のソリストを務めるという離れ業を披露した（DVD化されている）。また、シューベルトの「ピアノ連弾のための幻想曲」をピアニストとして録音している。

## 使用楽器
以前は日本音楽財団から貸与された1716年製ストラディヴァリウス「Booth」を2000年から2004年夏まで使用していたが、2004年5月に1742年製（1750改製）ジョバンニ・バッティスタ・グァダニーニを購入、2012年には現代ヴァイオリン製作者フィリップ・アウグスティン（Philipp Augustin）の2011製を購入し、現在はそれらを使用している。

## ディスコグラフィー

### CD/SACD
- ロシア・ヴァイオリン協奏曲集（PentaTone、PTC5186059）
- モーツァルト：ヴァイオリン協奏曲第3番、第4番（PentaTone、PTC5186064）
- ブラームス：ヴァイオリン協奏曲、二重協奏曲、（PentaTone、PTC5186066）
- J.S.バッハ：無伴奏ヴァイオリンのためのソナタとパルティータ全曲（PentaTone、PTC5186072）
- メンデルスゾーン：ピアノ三重奏曲第1、2番（PentaTone、PTC5186085）
- モーツァルト：ヴァイオリン協奏曲第1番、第2番、第5番（PentaTone、PTC5186094）
- チャイコフスキー：ヴァイオリン協奏曲他（PentaTone、PTC5186095）
- モーツァルト：協奏交響曲他（PentaTone、PTC5186098）
- J.S.バッハ：ヴァイオリン協奏曲集（2009年2月25日、Decca、UCCD1235）
- シューベルト：ヴァイオリンとピアノのための作品全集第1集（PentaTone、PTC5186347）
- シューベルト：ヴァイオリンとピアノのための作品全集第2集（PentaTone、PTC5186348）
- パガニーニ：24のカプリース（2010年8月25日、Decca、UCCD1272 ）
- 詩曲（2011年5月18日、Decca、UCCD1295）
- ドヴォルザーク：ヴァイオリン協奏曲、ブルッフ：ヴァイオリン協奏曲第1番　(2013年3月27日、Decca、UCCD1374)
- ツィゴイネルワイゼン～ユリア・プレイズ・サラサーテ（2014年2月19日、Decca、UCCD1392）
- デュオ・セッションズ～コダーイ、シュルホフ、ラヴェル、ハルヴォルセン（2016年7月26日、Orfeo、C902161）
- モーツァルトと友人たち～ケーゲルシュタット・トリオ他（2018年5月23日、Sony Classical、SICC30481）

### LP
- イザイ：6つの無伴奏ヴァイオリン・ソナタ（2021年8月28日、Haenssler Classic、HC20051）

### DVD/Blu-ray
- ヴィヴァルディ：ヴァイオリン協奏曲集「四季」（2001年7月収録、Opus Arte、OA0896D）
- サン＝サーンス：ヴァイオリン協奏曲第3番、グリーグ：ピアノ協奏曲（2008年1月1日収録、Decca、UCBD1105）
- ブラームス：ヴァイオリン協奏曲（2014年1月収録、Belvedere Label、BELVED08010）
- ドヴォルザーク：ヴァイオリン協奏曲（2014年7月21日収録、C Major、732104）
- グラフェネック国際音楽祭～真夏の夜のガラ・コンサート2015（2015年6月19日収録、Euroarts、2072788）